# مارکو فراپورتی
مارکو فراپورتی (ایتالیایی: Marco Frapporti؛ زادهٔ ۳۰ مارس ۱۹۸۵) دوچرخه‌سوار اهل ایتالیا است.

## باشگاهی
از باشگاه‌هایی که در آن رکاب زده‌است می‌توان به اندرونی جوکاتولی–سیدرمک و باردیانی–سی‌اس‌اف اشاره کرد.